# Lista de presidentes da Somália
Esta é uma lista de presidentes da Somália. Desde a criação do cargo de presidente em 1960, 9 pessoas o ocuparam oficialmente. O presidente é o chefe de Estado da Somália e comandante em chefe das Forças Armadas da Somália. O atual presidente é Mohamed Abdullahi Mohamed, eleito em 2017.

## Lista
| Nome (Nascimento–Morte)                                  | Nome (Nascimento–Morte)                                        | Retrato | Eleição | Início do governo       | Fim do governo                      | Partido político                                   |
| -------------------------------------------------------- | -------------------------------------------------------------- | ------- | ------- | ----------------------- | ----------------------------------- | -------------------------------------------------- |
| • República Somali (1960–1969) •                         |                                                                |         |         |                         |                                     |                                                    |
| 1                                                        | Aden Abdullah Osman Daar (1908–2007)                           |         | 1960    | 1 de julho de 1960      | 10 de junho de 1967                 | Liga da Juventude Somali                           |
| 2                                                        | Abdirashid Ali Shermarke (1919–1969)                           |         | 1967    | 10 de junho de 1967     | 15 de outubro de 1969 (Assassinado) | Liga da Juventude Somali                           |
| —                                                        | Sheikh Mukhtar Mohamed Hussein Presidente interino (1912–2012) |         | —       | 15 de outubro de 1969   | 21 de outubro de 1969 (Deposto)     | Liga da Juventude Somali                           |
| • República Democrática da Somália (1969–1991) •         |                                                                |         |         |                         |                                     |                                                    |
| 3                                                        | Mohamed Siad Barre (1919–1995)                                 |         | 1986    | 21 de outubro 1969      | 26 de janeiro de 1991 (Deposto)     | Militar / Partido Socialista Revolucionário Somali |
| • Governo Interino da Somália (1991–1997) •              |                                                                |         |         |                         |                                     |                                                    |
| 4                                                        | Ali Mahdi Muhammad (1939–)                                     |         | 1991    | 27 de janeiro de 1991   | 3 de janeiro de 1997                | Congresso Somali Unido                             |
| Vago (3 de janeiro de 1997 – 27 de agosto de 2000)       |                                                                |         |         |                         |                                     |                                                    |
| • Governo Transicional Nacional da Somália (2000–2004) • |                                                                |         |         |                         |                                     |                                                    |
| 5                                                        | Abdiqasim Salad Hassan (1941–)                                 |         | 2000    | 27 de agosto de 2000    | 14 de outubro de 2004               | Independente                                       |
| • Governo Transicional Federal da Somália (2004–2012) •  |                                                                |         |         |                         |                                     |                                                    |
| 6                                                        | Abdullahi Yusuf Ahmed (1934–2012)                              |         | 2004    | 14 de outubro de 2004   | 29 de dezembro de 2008 (Renunciou)  | Independente                                       |
| —                                                        | Adan Mohamed Nuur Madobe Presidente interino (1957–)           |         | —       | 29 de dezembro de 2008  | 31 de janeiro de 2009               | Exército de Resistência Rahanweyn                  |
| 7                                                        | Sharif Sheikh Ahmed (1966–)                                    |         | 2009    | 31 de janeiro de 2009   | 20 de agosto de 2012                | Aliança para a Relibertação da Somália             |
| • República Federal da Somália (2012–presente) •         |                                                                |         |         |                         |                                     |                                                    |
| —                                                        | Muse Hassan Sheikh Sayid Abdulle Presidente interino (1939–)   |         | —       | 20 de agosto de 2012    | 28 de agosto de 2012                | Independente                                       |
| —                                                        | Mohamed Osman Jawari Presidente interino (1945–)               |         | —       | 28 de agosto de 2012    | 16 de setembro de 2012              | Independente                                       |
| 8                                                        | Hassan Sheikh Mohamud (1955–)                                  |         | 2012    | 16 de setembro de 2012  | 16 de fevereiro de 2017             | Partido da Paz e Desenvolvimento                   |
| 9                                                        | Mohamed Abdullahi Mohamed (1962–)                              |         | 2017    | 16 de fevereiro de 2017 | 15 de maio de 2022                  | Partido Tayo                                       |
| 10                                                       | Hassan Sheikh Mohamud (1955–)                                  |         | 2022    | 15 de maio de 2022      | em exercício                        | Partido da União para a Paz e Desenvolvimento      |